# Єжи Попелушко
Єжи Попелушко (пол. Jerzy Popiełuszko; 14 вересня 1947, біля Суховолі — 19 жовтня 1984, Влоцлавек) — католицький священник варшавської церкви св. Станіслава Костки. Жертва комуністичного терору.

## Життя і діяльність
Незабаром після виникнення профспілкового союзу «Солідарність» Єжи Попелушко, священнослужитель католицької церкви, відгукнувся на прохання членів стати капеланом цієї незалежної організації. Таємна поліція комуністичної Польщі старалася всіма можливими методами його відлякати від такого наміру; проте отець Попелушко був незламним у своєму служінні люду Божому.

## Вбивство
19 жовтня 1984 року польська таємна поліція його заарештувала, а 30 жовтня того ж року замордоване тіло отця Попелушка було витягнуте з води.
Під тиском міжнародної спільноти комуністична польська влада покарала ймовірних виконавців цього злочину, але замовники залишилися «невідомими».
У день 6 червня 2010 р. у Варшаві на площі Пілсудського в присутності матері о. Єжи, він був проголошений Блаженним католицької церкви.